# Rachel Dolezal

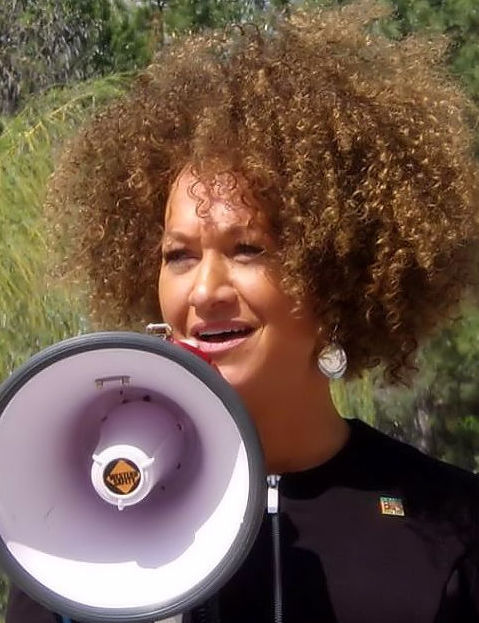
Rachel Dolezal in Spokane im Mai 2015

Nkechi Amare Diallo (* 12. November 1977 als Rachel Dolezal, auch Doležal geschrieben) ist eine amerikanische Kulturwissenschaftlerin und ehemalige Bürgerrechtsaktivistin.
Sie war Lehrbeauftragte an der Eastern Washington University, Präsidentin der NAACP in Spokane und Polizei-Ombudsfrau. Im Sommer 2015 wurde sie im Zuge einer Kontroverse über ihre ethnische Identität überregional bekannt.

## Biografie
Gemäß ihrer Geburtsurkunde ist Rachel Dolezal die Tochter von Ruthanne und Larry Dolezal, die eigenen Angaben zufolge vornehmlich deutsche und tschechische Vorfahren haben. Rachel Dolezals Vater war zeitweise County Commissioner im Lincoln County (Montana). Nach Angaben des Bruders von Dolezal seien sie in einer „kultähnlichen“ Umgebung groß geworden. Ihre Eltern seien Hippies gewesen und hätten sich dann einer Sonderform des Christentums zugewandt, die davon ausgeht, dass die Welt erst 10.000 Jahre alt ist (Young Earth creationism). Der Kontakt zur Außenwelt sei begrenzt gewesen. Neben Rachel und ihrem Bruder als leiblichen Kindern nahmen sie mehrere schwarze Kinder durch Adoption an, mit denen Dolezal aufwuchs. Zeitweise waren die Eltern als christliche Missionare im Ausland tätig, so 2002 bis 2006 in Südafrika. 2010 hatte sich einer der Brüder Dolezals von den Eltern losgesagt und Rachel Dolezal wurde mit dem Einverständnis der Eltern als dessen Vormund eingesetzt.
Dolezal erhielt Hausunterricht und war in Jackson (Mississippi) an einem College. Sie erhielt ihren Bachelor an der Belhaven University, einer Liberal Arts University, und erwarb einen Master of Fine Arts als Abschluss ihres Kunststudiums an der Howard University. Im Jahr 2000 heiratete sie den Afroamerikaner Kevin Moore und ließ sich 2004 wieder scheiden. Das Paar hat einen Sohn. Von 2005 bis 2013 war sie Lehrerin am North Idaho College.
Sie war ab 2007 Mitarbeiterin der Eastern Washington University, zuletzt bis Juni 2015 als Lehrbeauftragte (Instructor) für afrikanische und afroamerikanische Studien. 2014 wurde sie Präsidentin der lokalen Abteilung der National Association for the Advancement of Colored People (NAACP) in Spokane, Washington. Im selben Jahr wurde sie von Bürgermeister David Condon als Vorsitzende der Ombudsmann-Kommission der Polizei in Spokane ernannt. Nach Aufkommen der Kontroverse über ihre ethnische Identität war sie ab Mitte 2015 in keiner der Funktionen mehr tätig. Im Oktober 2016 ließ Dolezal ihren Namen amtlich ändern.
Dolezal ist auch künstlerisch tätig. Im Februar 2024 verlor sie eine Stelle als Lehrerin, weil sie seit 2021 einen OnlyFans-Account betrieben hatte.

## Ethnische Herkunft und öffentliche Kontroverse
Nach eigenen Angaben fühlte sich Dolezal schon seit ihrer Kindheit als Schwarze. Sie habe Selbstporträts mit einem braunen statt einem pfirsichfarbenen Stift gemalt. Dolezal bezeichnete sich als „eindeutig nicht weiß“. Nichts am „Weißsein“ beschreibe, wer sie sei. Sie verglich sich mit der transgeschlechtlichen Caitlyn Jenner und sagte, sie habe geweint, als sie von deren Geschichte gehört habe.
Dolezal hat sich bei ihrem politischen, künstlerischen und gesellschaftlichen Engagement immer als Teil der schwarzen Community bekannt. Auf mindestens einer Bewerbung, so als Ombudsfrau der schwarzen Community bei der lokalen Polizei, hat sie ihre ethnische Herkunft (im Sinne des amerikanischen Race) als Weiße, Schwarze und Indigene angegeben. 2015 gab sie auf Facebook einen schwarzen Amerikaner als ihren leiblichen Vater aus.
In einem Interview mit der Studentenzeitung The Easterner im Februar 2015 behauptete Dolezal, als schwarze Bürgerrechtlerin Opfer mehrerer Hate crimes geworden zu sein und unterstellte ihren Eltern, sie misshandelt zu haben. Auch habe ihr ehemaliger Mentor ihr sexuelle Gewalt angetan. Die Coeur d’Alene Press, eine Lokalzeitung in Idaho, befragte ihre Eltern daraufhin und brachte die Kontroverse ins Rollen. Im Juni 2015 sagten ihre Eltern auf Nachfrage der Zeitung aus, ihre Tochter würde sich mittlerweile als echte Afroamerikanerin ausgeben, was sie als Verfälschung ihrer Herkunft empfänden. Zum familiären Bruch sei es bereits gekommen, als Dolezal ihre Eltern 2006 bei einer Jubiläumsveranstaltung ausgeladen habe.
Der Vorgang wurde landesweit publik. Jonathan Capehart unterstellte Dolezal, im Sinne einer Blackfacedarbietung rassistisch vorzugehen. Das Vorgehen von Dolezal wurde ebenso, insbesondere auf sozialen Netzwerken, parallel zu einer transgeschlechtlichen Geschlechtsidentität als transracial diskutiert. Die NAACP teilte mit, sie stehe hinter dem Engagement von Dolezal und ihre racial identity habe keinen Einfluss auf ihre Eignung als Präsidentin der NAACP. In Spokane selbst sind nur 1,9 Prozent der Einwohner als African-American ausgewiesen.
Von ihrem NAACP-Amt trat sie daraufhin zurück, von ihrer Funktion als Polizei-Ombudsfrau wurde sie wegen Fehlverhaltens entbunden. Ihr Vertrag als Lehrbeauftragte wurde nicht verlängert.
Im Zuge der Berichterstattung wurden auch rechtliche Auseinandersetzungen Dolezals bekannt. So hatte sie ihren leiblichen Bruder angezeigt, sie sexuell missbraucht zu haben. Ihrem ehemaligen Ehemann warf sie in einem Sorgerechtsstreit um den gemeinsamen Sohn vor, er habe sie gezwungen, gegen ihren Willen beim Dreh eines Sexvideos mitzumachen.
Gegen Dolezal wurde wegen möglichen Betrugs ermittelt. Patrick Blanchfield sieht bei Dolezal und anderen angenommenen Identitäten das Problem, dass sie zwar ihr Schwarzsein aufgeben könne wie ein Styling, dies aber tatsächlichen Minderheitsangehörigen nicht möglich sei. Kritik kam auch aus der schwarzen Community Deutschlands, wo viele Dolezals Verhalten als respektlos empfanden.

## Kontroverse umtransrace-Identität und die Konstruktion von Ethnizität
Neben einer breiten Empörung löste der Fall Rachel Dolezal aber auch eine Kontroverse um eine transrace-Identität aus. Die afroamerikanische Fernsehmoderatorin Melissa Harris-Perry hat in ihrer Fernsehshow auf MSNBC die Frage aufgeworfen, ob die Identifizierung von Dolezal als Schwarze nicht eine begriffliche Differenzierung zwischen Cis-Schwarzsein und Trans-Schwarzsein nahelegen könne. Harris-Perry verwendet diese Bezeichnungen in Analogie zu Transgender und Cisgender. In einem Kommentar im Guardian bestreitet Syreeta McFadden die Idee von einer transrace-Identität, die in Analogie zu Gender gedacht wird. Sie schreibt, dass der Begriff transracial in der Fachliteratur gelebte Erfahrungen von Kindern bezeichne, die in Familien aufwachsen, die sich kulturell und phänomenologisch unterscheiden von ihrer Herkunft.
Die Kontroverse um Dolezal inspirierte Mithu Sanyal für ihren Roman Identitti über eine weiße Professorin, die sich als Person of Color ausgibt.

## Dokumentarfilm
- Die Geschichte der Rachel Dolezal (The Rachel Divide, 2018)